# Rhabdoblennius snowi
Rhabdoblennius snowi är en fiskart som först beskrevs av Fowler 1928.  Rhabdoblennius snowi ingår i släktet Rhabdoblennius och familjen Blenniidae. Inga underarter finns listade i Catalogue of Life.